# Estação Boa Esperança (Teresina)
A Estação Boa Esperança é uma estação de Veículo Leve Sobre Trilhos (VLT) integrante da Linha 1 do sistema conhecido como Metrô de Teresina, administrada pela Companhia Ferroviária e de Logística do Piauí, localizada na rua Dino Pereira, no bairro Livramento, cidade de Teresina, estado do Piauí, Brasil. Se localiza ao lado do Terminal de Integração do Livramento.
A estação está passando atualmente por um processo de ampla reforma para receber a nova Linha 2 do Metrô de Teresina, que tem como objetivo atender a região sudeste da capital. Dessa forma, Boa Esperança passará a ser a primeira e única estação a realizar integração entre duas linhas no sistema da capital piauiense.

## Ver Também
- Metrô de Teresina
- Linha 1 do Metrô de Teresina